# Ligue de hockey de l'Ontario
Pour les articles homonymes, voir OHL et OHA.
La Ligue de hockey de l’Ontario, également désignée par le sigle LHO et connue en anglais sous le nom d’Ontario Hockey League (OHL), est une ligue de hockey sur glace d'Amérique du Nord. Il s'agit de l'une des trois ligues junior majeur de niveau A tier I qui constitue la Ligue canadienne de hockey (également désignée par le sigle LCH). Avant 1980, elle était connue sous le nom de l'Association de hockey de l'Ontario (AHO) (en anglais : Ontario Hockey Association - OHA).
Quelques grands noms du hockey comme Wayne Gretzky ou Bobby Orr ont fait leur début au sein de la LHO.

## Historique
- 1896 : fondation de l'Association de hockey de l'Ontario (AHO) (Ontario Hockey Association - OHA).
- 1951 : l'AHO compte 10 équipes : les Spitfires de Windsor, les Hurricanes de Waterloo, les St. Michael's Majors de Toronto, les Teepees de Saint Catharines, les Marlboros de Toronto, les Generals d'Oshawa, les Greenshirts de Kitchener, les Biltmores de Guelph, les Black Hawks de Galt et les Flyers de Barrie.
- 1965 : les Nationals de London reçoivent une franchise.
- 1967 : les 67 d'Ottawa reçoivent une franchise.
- 1968 : les Nationals de London deviennent les Knights de London.
- 1972 : les Canadiens Junior de Montréal déménagent dans la LHJMQ, les Flyers de Niagara Falls déménagent à Sudbury et les Greyhounds de Sault-Sainte-Marie reçoivent une franchise.
- 1973 : les Canadians de Kingston reçoivent une franchise.
- 1974 : les Red Wings de Hamilton deviennent les Fincups de Hamilton.
- 1975 : l'AHO se réorganise en un format a deux dimensions. La division Emms est formée de Kitchener, Hamilton, Windsor, Toronto, St. Catharines et London, tandis que la division Leyden consiste en Sault-Sainte-Marie, Ottawa, Kingston, Oshawa, Peterborough et Sudbury. Les Spitfires de Windsor reçoivent une franchise.
- 1976 : les Blackhawks de St. Catharines déménagent à Niagara Falls. Les Fincups de Hamilton déménagent à St. Catharines.
- 1977 : les Fincups de St. Catharines déménagent à Hamilton.
- 1978 : les Fincups de Hamilton sont relocalisés à Brantford.
- 1980 : l'Association de hockey de l'Ontario est renommée la Ligue de hockey de l'Ontario (LHO) (Ontario Hockey League - LHO).
- 1981 : les Royals de Cornwall sont transférés depuis la LHJMQ. Les Bulls de Belleville reçoivent une franchise et jouent dans la division Leyden. Sudbury et Sault-Sainte-Marie se retrouvent dans la division Emms pour compenser cependant que Toronto passe dans la division Leyden.
- 1982 : les Platers de Guelph reçoivent une franchise. Les Flyers de Niagara Falls déménagent à North Bay.
- 1984 : les Alexanders de Brantford sont relocalisés à Hamilton. Les Spitfires de Windsor deviennent les Compuware Spitfires de Windsor.
- 1988 : les Steelhawks de Hamilton déménagent à Niagara Falls. Les Canadians de Kingston deviennent les Raiders de Kingston.
- 1989 : les Marlboros de Toronto sont relocalisés à Hamilton. Les Platers de Guelph déménagent à Owen Sound. Les Raiders de Kingston changent de nom pour devenir les Frontenacs de Kingston et les Compuware Spitfires de Windsor deviennent les Spitfires de Windsor.
- 1990 : les Compuware Ambassadors de Détroit se voient attribuer une franchise dans la division Emms. North Bay et Sudbury se retrouvent dans la division Leyden pour favoriser le transfert.
- 1991 : les Dukes de Hamilton sont transférés à Guelph.
- 1992 : les Royals de Cornwall déménagent à Newmarket. Les Compuware Ambassadors de Détroit deviennent les Red Wings Junior de Détroit.
- 1994 : la ligue se subdivise en trois divisions : Guelph, Sudbury, Owen Sound, Niagara Falls, et Kitchener dans la division Centrale ; Kingston, Oshawa, North Bay, Belleville, Peterborough et Ottawa joue dans la division de l'Est ; Détroit, Windsor, Sarnia, London et Sault-Sainte-Marie dans la division de le l'Ouest. Les Royals de Newmarket déménagent à Sarnia.
- 1995 : les Colts de Barrie reçoivent une franchise de la division Centrale. Les Red Wings Junior de Détroit deviennent les Whalers de Détroit.
- 1996 : le Thunder de Niagara Falls est relocalisé à Érié pour devenir les Otters d'Érié. Le club devient le deuxième club américain.
- 1997 : les St. Michael's Majors de Toronto reçoivent une franchise dans la division de l'Est. Les Whalers de Détroit deviennent les Whalers de Plymouth.
- 1998 : la LHO adopte un nouveau format à deux conférences et quatre divisions. Belleville, Kingston, Oshawa, Ottawa et Peterborough dans la division de l'Est ; Barrie, Mississauga, North Bay, St. Michael's et Sudbury dans la division Centrale (pour compléter la conférence de l'Est). Brampton, Erie, Guelph, Kitchener et Owen Sound dans la division du Midwest ; London, Plymouth, Sault-Sainte-Marie, Sarnia et Windsor dans la division de l'Ouest (pour compléter la conférence de l'Ouest), cela après que Brampton et Mississauga se voient attribuer des franchises.
- 2000 : les Platers d'Owen Sound deviennent l'Attack d'Owen Sound.
- 2002 : les Centennials de North Bay sont relocalisés et deviennent le Spirit de Saginaw. Brampton se retrouve dans la division Centrale et London est transférée dans la Midwest. Saginaw évolue dans la division de l'Ouest. Le départ des Centennials porte le nombre de clubs en sol américain à trois, avec deux au Michigan et une en Pennsylvanie.
- 2008 : les IceDogs de Mississauga déménagent à Niagara. Les St.Michael's Majors de Toronto deviennent les St.Michael's Majors de Mississauga.
- 2012 : Les St.Michael's Majors de Mississauga changent de nom et deviennent les Steelheads de Mississauga.
- 2013 : Le Battalion de Brampton devient le Battalion de North Bay.
- 2015 : Les Bulls de Belleville sont relocalisés à Hamilton et deviennent les Bulldogs; les Whalers de Plymouth restent au Michigan mais deviennent les Firebirds de Flint.

## Équipes du circuit

Emplacement des équipes

La ligue se compose de vingt équipes réparties en quatre divisions. De ces vingt équipes, dix-sept sont ontariennes, alors que les trois autres viennent des États-Unis : deux viennent du Michigan et une de Pennsylvanie. L'équipe gagnante des séries éliminatoires se voit décerner la coupe J.-Ross-Robertson avant d'aller concourir avec les vainqueurs des autres ligues régionales de la LCH, de même qu'avec l'équipe hôte du tournoi pour la Coupe Memorial.
| Division | Équipe                    | Ville                      | Patinoire                     |
| -------- | ------------------------- | -------------------------- | ----------------------------- |
| Est      | Bulldogs de Hamilton      | Hamilton (Ontario)         | FirstOntario Centre           |
| Est      | Frontenacs de Kingston    | Kingston (Ontario)         | Leon's Centre                 |
| Est      | Generals d'Oshawa         | Oshawa (Ontario)           | Tribute Communities Centre    |
| Est      | 67 d'Ottawa               | Ottawa (Ontario)           | TD Place Arena                |
| Est      | Petes de Peterborough     | Peterborough (Ontario)     | Peterborough Memorial Centre  |
| Centrale | Colts de Barrie           | Barrie (Ontario)           | Sadlon Arena                  |
| Centrale | Steelheads de Mississauga | Mississauga (Ontario)      | Paramount Fine Foods Centre   |
| Centrale | IceDogs de Niagara        | Saint Catharines (Ontario) | Meridian Centre               |
| Centrale | Battalion de North Bay    | North Bay (Ontario)        | Memorial Gardens de North Bay |
| Centrale | Wolves de Sudbury         | Sudbury (Ontario)          | Aréna de Sudbury              |

| Division | Équipe                           | Ville                        | Patinoire                              |
| -------- | -------------------------------- | ---------------------------- | -------------------------------------- |
| Midwest  | Otters d'Érié                    | Érié (Pennsylvanie)          | Erie Insurance Arena                   |
| Midwest  | Storm de Guelph                  | Guelph (Ontario)             | Sleeman Centre                         |
| Midwest  | Rangers de Kitchener             | Kitchener (Ontario)          | Kitchener Memorial Auditorium Complex  |
| Midwest  | Knights de London                | London (Ontario)             | Budweiser Gardens                      |
| Midwest  | Attack d'Owen Sound              | Owen Sound (Ontario)         | Harry Lumley Bayshore Community Centre |
| Ouest    | Firebirds de Flint               | Flint (Michigan)             | Dort Federal Credit Union Event Center |
| Ouest    | Spirit de Saginaw                | Saginaw (Michigan)           | The Dow Event Center                   |
| Ouest    | Sting de Sarnia                  | Sarnia (Ontario)             | Progressive Auto Sales Arena           |
| Ouest    | Greyhounds de Sault-Sainte-Marie | Sault-Sainte-Marie (Ontario) | GFL Memorials Gardens                  |
| Ouest    | Spitfires de Windsor             | Windsor (Ontario)            | WFCU Centre                            |

## Trophées remis
Comme de nombreuses ligues de hockey, la LHO remet des trophées à l'issue de ses saisons, que ce soit des trophées pour les joueurs, les dirigeants ou encore l'ensemble des équipes.

### Trophées de joueur
- Trophée Dan-Snyder — remis au joueur qui a fait preuve de qualités exceptionnelles en étant un modèle positif dans la communauté
- Trophée Dave-Pinkney — récompense les gardiens de l'équipe ayant encaissé le moins de but au cours de la saison
- Trophée Eddie-Powers — récompense le meilleur pointeur de la saison
- Trophée de la famille Emms — remis à la meilleure recrue de la saison
- Trophée F.-W.-« Dinty »-Moore — récompense le gardien débutant ayant la moyenne de buts encaissés par match la plus basse durant la saison régulière
- Trophée Bobby-Smith — remis au joueur qui combine des résultats académiques et un niveau de jeu élevé
- Trophée Roger-Neilson — récompense le joueur avec les meilleurs résultats scolaire au niveau collégial
- Trophée Ivan-Tennant — récompense le joueur avec les meilleurs résultats scolaire au niveau études supérieures
- Trophée Jack-Ferguson — remit au premier choix du repêchage
- Trophée Jim-Mahon — pour l'ailier qui inscrit le plus de buts
- Trophée Leo-Lalonde — récompense chaque année le meilleur joueur sur-âgé
- Trophée Max-Kaminsky —  remis au meilleur défenseur
- Trophée Mickey-Renaud —  remis au meilleur capitaine
- Trophée Jim-Rutherford —  remis au meilleur gardien
- Trophée Red-Tilson — récompense le meilleur joueur de la saison d'après le vote des commentateurs sportifs
- Trophée Wayne-Gretzky 99 — remis au meilleur joueur des séries éliminatoires.
- Trophée William-Hanley — remis au joueur avec le meilleur état d'esprit

### Trophées pour les dirigeants
- Trophée Matt-Leyden — pour le meilleur entraîneur de la saison
- Prix du dirigeant de la saison
- Trophée Bill-Long — récompense l'engagement d'une personnalité

### Trophées d'équipe
- Trophée Hamilton Spectator — pour l'équipe qui totalise le plus grand nombre de points à l'issue de la saison
- Trophée Bobby-Orr — pour l'équipe championne de la conférence de l'Est
- Trophée Leyden — pour l'équipe championne de la division Est
- Trophée Emms — pour l'équipe championne de la division Centrale
- Trophée Wayne-Gretzky — pour l'équipe championne de la conférence de l'Ouest
- Trophée Bumbacco — pour l'équipe championne de la division Ouest
- Trophée Holody — pour l'équipe championne de la division Midwest
- Coupe J.-Ross-Robertson — pour l'équipe championne des séries éliminatoires